# یوهان برنولی
یوهان برنولی (۲۷ ژوئیه ۱۶۶۷ – ۱ ژانویه ۱۷۴۸) ریاضی‌دان اهل سوییس و یکی از چند ریاضی‌دان خانواده برنولی بود. او برای کارهایش در حساب دیفرانسیل و انتگرال شهرت دارد. برنولی استاد لئونارد اویلر بود.

## آغاز و تحصیل
یوهان در بازل متولد شد. پدرش نیکولاس برنولی، یک عطار بود. یوهان تحصیلات خود را در دانشگاه بازل در پزشکی آغاز کرد. پدرش می‌خواست او در تجارت تحصیل کند، اما او به تجارت علاقه‌ای نداشت و پدرش را قانع کرد تا بگذارد در پزشکی تحصیل کند. یوهان در دانشگاه در کنار تحصیل پزشکی، با برادرش ژاکوب برنولی به آموختن ریاضیات روی آورد. در زمان تحصیل در دانشگاه بازل او بیشتر وقت خود را صرف مطالعه حساب دیفرانسیل و انتگرال که به تازگی مطرح شده بود کرد. او و برادرش از نخستین کسانی بودند که حساب دیفرانسیل و انتگرال را به درستی درک و آن را در مسائل دیگر به‌کار بردند.

## بزرگسالی
پس از دانش‌آموختگی، برنولی در دانشگاه خرونینگن، استاد ریاضی شد و در ۱۷۰۵ به دانشگاه بازل بازگشت.

## زندگی شخصی
با اینکه او و برادرش ژاکوب، پیش از دانش‌آموختگی با هم کار می‌کردند، رابطه‌شان به رقابت و حسادت تبدیل شد. یوهان همیشه به برادرش حسادت می‌کرد. بعد از مرگ برادرش در ۱۷۰۵ در اثر بیماری، یوهان به پسرش، دانیل، حسادت می‌کرد.
برادران برنولی معمولا روی مسائل مشابه کار می‌کردند. برای نمونه می‌توان به مسئله یافتن مسیر حرکت یک ذره تحت گرانش در کوتاه‌ترین زمان اشاره کرد. درگیری‌ ژاکوب و یوهان برنولی بر سر این مسئله و راه‌حل‌های آن‌ها را، آغاز حسابان تغییرات در ریاضی می‌دانند.